# Thomas Tomkins
Pour les articles homonymes, voir Tomkins.
Répertoire
Madrigal, motet, virginal, orgue, consort
Thomas Tomkins ou Tompkins, né en 1572, à Saint David's, comté de Pembroke - mort le 9 juin 1656, à Martin Hussingtree, près de Worcester (Worcestershire), est un compositeur gallois de la fin du XVIe siècle et au début du XVIIe siècle (transition entre les dynasties des Tudor et des Stuart en Angleterre). C'est un représentant important de l'école des madrigalistes et le dernier des grands virginalistes anglais.

## Biographie
Il naît à Saint David's dans le comté de Pembroke. Son père était musicien lui-même, maître de chœur et organiste à la cathédrale Saint-David ; il avait aussi trois demi-frères musiciens mais aucun d'entre eux ne devait atteindre la même renommée. 
En 1596, il est nommé répétiteur des chœurs à la cathédrale de Worcester. Il est très probable qu'il étudia quelque temps à Londres auprès de William Byrd puisqu'il lui dédie un madrigal de sa composition, en sa qualité de professeur. Pendant qu'il est à Londres, il fréquente vraisemblablement Thomas Morley, car ce dernier inclut un madrigal de Tomkins dans son important recueil intitulé The Triumphs of Oriana en 1601.
Il est nommé à la Chapelle Royale comme Gentilhomme Ordinaire avant 1620, puis organiste principal en 1625. Il semble avoir démissionné de ce poste vers 1628. Apparemment, il reste employé à la cathédrale de Worcester pendant les deux décennies qui suivent mais, pendant la guerre civile, quand la cité fut prise par les forces parlementaires en 1646, il perd son poste, mais peut continuer à demeurer près de la cathédrale. Le parti des vainqueurs considérait que toute musique devait être abolie dans les églises, à l'exception du chant des psaumes ; conformément à ces principes d'intolérance, l'orgue de la cathédrale - qui avait été commandé et installé sous la supervision de Tomkins en 1614 - fut détruit et les choristes, licenciés. Tompkins déménagea alors chez son fils et vécut chez lui jusqu'à sa mort.

## Œuvres
Tomkins a composé des madrigaux, de la musique sacrée et de la musique instrumentale pour virginal et orgue, ainsi que pour ensemble instrumental. Quant au style, c'est un compositeur conservateur à l'extrême, jusqu'à l'archaïsme. Il semble qu'il ait totalement ignoré les développements du baroque naissant avec ses tournures à l'italienne, et qu'il se soit soigneusement abstenu de toute compromission avec les formes populaires de son temps, tels que les airs et les pièces pour le luth. Son langage strictement polyphonique reste celui de la Renaissance en plein milieu du XVIIe siècle. Certains de ses madrigaux, très expressifs, comportent une adéquation au texte et un chromatisme dignes des meilleurs madrigalistes italiens, tels que Marenzio ou Luzzaschi.
Il est aussi l'auteur de très nombreux motets en vers ; seul William Child en composa plus. Ces compositions, très prisées à l'époque, sont abondamment représentées dans les manuscrits qui ont été conservés. Heureusement pour la musique de Tomkins, son fils Nathaniel en fit éditer et publier la plus grande partie sous la forme d'un gros recueil intitulé Musica Deo Sacra en 1668, après sa mort. Sans quoi, pratiquement tout aurait été perdu à la suite des dégâts causés par la guerre civile qui aboutit à la dictature de Cromwell.

### Musique pour clavier
De son abondante production de musique pour clavier (virginal, clavecin, orgue) par la Royal Musical Association de Londres - 76 pièces nous sont parvenues, publiées au XXe siècle -, cinq d'entre elles se trouvent dans le Fitzwilliam Virginal Book :
- Barafostus' Dream (MB 62)
- Grounde (MB 39)
- Hunting Galliard (MB 58)
- Pavana (MB 56)
- Worster Braules (MB 65)

Divers recueils contiennent les autres pièces pour clavier, dont les suivantes :
- Fancy (I)
- Fancy (II)
- Fancy for Two to Play (MB 32)
- Fortune my foe
- A Ground (MB 40)
- The Lady Folliott's Galliard
- Pavan and Galliard Earl Strafford (MB 41-42)
- Pavan and Galliard  of Three Parts
- Pavan Lord Canterbury (MB 57)
- Preludium (MB 3)
- Robin Hood
- A Sad Paven for these Distracted Tymes (MB 53)
- A Short Verse (MB 27)
- Toy made a Pool Court
- Ut-ré-mi-fa-sol-la (MB 34)
- What if a day

### Musique sacrée
- Above the stars my Saviour dweels
- Almighty and everlasting God, we humbly beseech
- Almighty and everlasting God, who hates nothing
- Almighty God, the Fountain All Wisdom
- Almighty God, which hast instructed
- Almighty God, which hast knit together
- Almighty God, whose praise this day
- Arise, O Lord God, lift up thine hand
- Arise, O Lord, and have mercy
- Arise, O Lord, into thy resting place
- Awake up, my Glory
- Behold, I Bring You Glad Tidings
- Behold, the hour cometh and now is
- Be Strong and of a Good Courage
- Blessed is he
- Christ rising again from the dead
- Deal with me, O Lord
- Glory be to God on high
- Glory be to the Father
- God, which as upon this day
- Great and marvellous are thy works
- Have mercy upon me, O God
- Hear my crying, O God
- Hear my prayer, O Lord, and with thine ears
- I am the resurrection and the life
- I heard a voice from heaven
- I know that my Redeemer liveth
- I will lift up mine eyes
- It is my well-beloved's voice
- Know you not
- Leave, O my soul
- Magnificat and Nunc dimittis, tiré de The Fifth Service
- Merciful Lord, we beseech thee
- My Beloved spake, and said unto me
- My shepherd is the living Lord
- O give thanks
- O God, the proud are risen against me
- O God, wonderful art thou
- O how amiable
- O Lord God of hosts
- O Lord, how manifold are thy works
- O Lord, let me know mine end
- O praise the Lord, 12 voix en 3 chœurs[1]
- O pray for the peace of Jerusalem
- O sing unto the Lord a new song
- O that the salvation
- Out of the deep
- Praise the Lord, O my soul
- Preces and Responses
- Remember me, O Lord
- Rejoice, rejoice and sing
- The Second Service :
  - Venite
  - Te Deum
  - Benedictus
  - Kyrie eleison
  - Nicene Creed
  - Magnificat
  - Nunc dimittis
- Sing unto God
- Then David Mourned with his lamentation
- The Third or Great Service :
  - Te Deum Laudamus
  - Jubilate
  - Magnificat
  - Nunc Dimittis
- Thou art my King, O God
- Turn thou us, O good Lord
- Turn unto the Lord
- We brought nothing into this world
- When David heard that Absalom was slain
- Who is this that cometh out of the wilderness
- Who shall ascend
- Woe is me

### Madrigaux
- Adieu, ye city prisoning towers
- Cloris, when as I woe
- Come, shepherds, sing with me
- The Fauns and Satyrs tripping
- Fond men that do so highly prize
- Fusca, in thy starry eyes
- How great delight
- Love, cease tormenting
- Music divine
- No more I will thy love importune
- O, let me live for true love
- Oft did I marle
- Our hasty life away doth post
- Oyez! Has any found a lad?
- Phyllis, now cease to move me
- Phyllis, yet see him dying
- See, see the shepherds' Queen
- Sure there is no God of love
- To the shady woods
- Too much I once lamented
- Was ever wretch tormented
- Weep no more, thou sorry boy
- When I observe